# KHTML
KHTML是由KDE所開發的HTML排版引擎。KDE系統自KDE 2版起，在KDE的新程式Konqueror的網頁瀏覽器使用了KHTML引擎。該引擎以C++編程語言所寫，並以LGPL授權，支援大多數網頁瀏覽標準。其程式原始碼在2023年停止了開發。
由於微軟的Internet Explorer的佔有率相當高，不少以FrontPage製作的網頁均包含只有IE才能讀取的非標準語法，為了使KHTML引擎可呈現的網頁達到最多，部分IE專屬的語法也一併支援。KHTML擁有速度快捷的優點，但對錯誤語法的容忍度則比Mozilla產品所使用的Gecko引擎小。

## 歷史
蘋果電腦於2002年採納了KHTML，作為開發Safari瀏覽器之用，並發佈所修改的最新及過去版本源代碼。後來發表了開放原始碼的WebCore及WebKit引擎，它們均是KHTML的衍生產品，在開發網站列出引擎改變內容，並會傳回至KDE計劃。由於兩個衍生產品各走不同路線，使兩者源代碼偏離，在與KDE交換更新會出現困難。其中一個原因，是蘋果在對外公開源代碼之前，以一年時間編修他們的KHTML。另外，蘋果傳送更新至KDE計劃的方式，多是一口氣把大量改動一起傳送，KDE在整理資料也出現一定的困難，及後蘋果表示會以CVS格式來傳送。再者，蘋果所作出的改動包括Mac OS X系統獨有的事物，如Objective-C、KWQ等，在Linux及KHTML是沒有的。但KDE方面仍透過這些改動，為KHTML加入新功能及加快其排版速度。

## 相容的標準
KHTML引擎支援下列標準：
- HTML 4.01
- HTML5
- CSS 1
- CSS 2.1（paged media除外）
- CSS 3選擇符（selector）及部分其他功能
- PNG，MNG，JPEG，GIF圖形格式
- DOM 1, 2及部分的DOM 3
- ECMA-262/JavaScript 1.5
- 部分SVG

## 外部連結
- Konqueror the Web Browser （页面存档备份，存于） - Konqueror手册中的KHTML功能列表
- KHTML - KDE's HTML library （页面存档备份，存于） - 來自developer.kde.org的定義
- The WebKit Open Source Project